# Довгопол, Виталий Иванович
Вита́лий Ива́нович Довгопо́л (25 декабря 1911, Лемешовка, Городнянский район — 12 августа 1999, Екатеринбург) — советский учёный-металлург, изобретатель, партийно-государственный деятель. Лауреат Сталинской премии.

## Биография
Родился 25 декабря 1911 (7 января 1912) в селе Лемешовка Городнянского уезда Черниговской губернии (ныне — Городнянский район, Черниговская область, Украина) в крестьянской семье. Украинец.
В 1930 году окончил профтехшколу. С сентября 1928 года работал учителем ликбеза и учителем начальной школы в селах Корюковского района Украины. С сентября 1931 года — студент инженерно-экономического факультета Уральского индустриального института имени С. М. Кирова.
С августа 1935 года — руководитель группы чёрной металлургии Свердловского облплана. С октября 1936 года — на Уральском вагоностроительном заводе (Нижний Тагил) заместитель начальника копрового цеха, с октября 1937 года — начальник формовочного отделения цеха чугунных вагонных колес, с апреля 1939 года — начальник отдела подсобных предприятий литейных цехов.
С мая 1941 года — заведующий отделом чёрной металлургии Нижнетагильского горкома ВКП(б).
С июля 1941 года в РККА на Дальневосточном фронте начальник инженерного отдела военно-технического склада, с сентября 1945 года — начальник трофейного отдела 25-й армии. Инженер-капитан.
С июня 1947 года — заместитель секретаря Нижнетагильского горкома ВКП(б) по промышленности.
С января 1948 года — на Уральском вагоностроительном заводе заместитель главного металлурга, с июля 1948 года — начальник цеха чугунных вагонных колес, с февраля 1950 года — секретарь парткома и одновременно с марта 1950 года — парторг ЦК ВКП(б)—КПСС на заводе. Одновременно в 1950 году окончил металлургический факультет УПИ.
С ноября 1954 года работал заведующим отделом промышленности Свердловского обкома КПСС. В декабре 1955 года был утверждён первым секретарем Нижнетагильского горкома КПСС.
С апреля 1962 года — второй секретарь Свердловского обкома КПСС. В 1965 году защитил диссертацию на соискание ученой степени кандидата экономических наук и по его просьбе был освобождён от руководящей партработы.
С марта 1966 года по январь 1984 года работал директором УрНИИчермета. В 1969 году был утверждён старшим научным сотрудником института, в 1971 году защитил диссертацию на соискание ученой степени доктора экономических наук. С ноября 1983 года — персональный пенсионер союзного значения.
Доктор экономических наук (1971), профессор (1976). Автор около 170 научных работ, в том числе восьми монографий в области технологии, экономики и истории металлургического производства. Автор более 100 изобретений.
В 1970—1987 годах — председатель Свердловского областного правления научно-технического общества чёрной металлургии. В 1970—1985 годах — председатель Свердловского облсовета научно-технических обществ. В 1976—1986 годах — председатель секции истории металлургии Советского национального объединения историков естествознания и техники при АН СССР. С 1984 года — почетный член Всесоюзного научно-технического общества чёрной металлургии.
Умер после непродолжительной болезни 11 августа 1999 года. Похоронен в Екатеринбурге на Широкореченском кладбище.

## Участие в работе центральных органов власти
- Делегат XIX—XXIII съездов КПСС.
- Депутат ВС СССР V—VI созывов (1958—1966).
- Член комитета парламентской группы ВС СССР VI созыва.

## Семья
- дочь — Титорова Доминика Витальевна (1944—2011), инженер-металлург, ведущий инженер-исследователь Физико-технического института УрО РАН (Ижевск).

## Награды и премии
- Орден Ленина (1958)
- Орден Октябрьской революции (1981)
- Два ордена Отечественной войны II степени (30.9.1945[2]; 6.4.1985[3])
- Орден «Знак Почёта» (1966)
- Медали ВДНХ СССР
- Медаль «За освобождение Кореи» (КНДР)
- Сталинская премия третьей степени (1950) — за коренное усовершенствование методов производства чугунных вагонных колёс
- Государственная премия СССР (1979) — за разработку и внедрение высокоэффективных строительных сталей с карбонитридным упрочнением для металлоконструкций зданий, сооружений и мостов
- Премия имени академика И. П. Бардина (1982)
- Заслуженный металлург РСФСР
- Почётный гражданин Нижнего Тагила (1981)

## Интервью
- Свахина Р. С., Сушков А. В. Довгопол держался за «коровьи хвосты», и тагильское молочное стадо было спасено // Тагильский рабочий. — 1997. — 10 декабря.
- Сушков А. В. Виталий Довгопол: «Много пакостного народа было и есть…» // Тагильский рабочий. — 1999. — 9 июля.